# Copa do Nordeste 1997
La Copa do Nordeste 1997 è stata la 2ª edizione della Copa do Nordeste, disputata a distanza di tre anni dalla prima edizione. 

## Partecipanti
| Stato               | Squadra (Città)                        |
| ------------------- | -------------------------------------- |
| Alagoas             | CRB (Maceió)                           |
| Alagoas             | CSA (Maceió)                           |
| Bahia               | Bahia (Salvador)                       |
| Bahia               | Fluminense de Feira (Feira de Santana) |
| Bahia               | Vitória (Salvador)                     |
| Ceará               | Ceará (Fortaleza)                      |
| Ceará               | Ferroviário-CE (Fortaleza)             |
| Ceará               | Fortaleza (Fortaleza)                  |
| Paraíba             | Botafogo-PB (João Pessoa)              |
| Paraíba             | Santa Cruz-PB (Santa Rita)             |
| Pernambuco          | Náutico (Recife)                       |
| Pernambuco          | Santa Cruz (Recife)                    |
| Pernambuco          | Sport Recife (Recife)                  |
| Rio Grande do Norte | ABC (Natal)                            |
| Rio Grande do Norte | América-RN (Natal)                     |
| Sergipe             | Confiança (Aracaju)                    |
| Sergipe             | Sergipe (Aracaju)                      |

## Formato
Il torneo si disputa con la formula a eliminazione diretta con partite di andata e ritorno. La vincente del torneo, potrà partecipare alla Coppa CONMEBOL 1997.

## Turno preliminare
| Squadra 1 | Totale | Squadra 2 | Andata | Ritorno |
| --------- | ------ | --------- | ------ | ------- |
| Ceará     | 1 – 0  | Fortaleza | 1 – 0  | 0 – 0   |

## Ottavi di finale
| Squadra 1           | Totale | Squadra 2      | Andata | Ritorno         |
| ------------------- | ------ | -------------- | ------ | --------------- |
| Botafogo-PB         | 1 – 7  | Sport Recife   | 1 – 4  | 0 – 3           |
| ABC                 | 5 – 2  | Ferroviário-CE | 3 – 0  | 2 – 2           |
| Fluminense de Feira | 3 – 1  | Sergipe        | 2 – 1  | 1 – 0           |
| CRB                 | 0 – 2  | Bahia          | 0 – 1  | 0 – 1           |
| Ceará               | 5 – 2  | América-RN     | 2 – 1  | 3 – 1           |
| Náutico             | 3 – 1  | Santa Cruz-PB  | 2 – 0  | 1 – 1           |
| Confiança           | 2 – 4  | Vitória        | 1 – 2  | 1 – 2           |
| Santa Cruz          | 3 – 3  | CSA            | 2 – 1  | 1 – 2 (5-3 dtr) |

## Quarti di finale
| Squadra 1           | Totale | Squadra 2  | Andata | Ritorno |
| ------------------- | ------ | ---------- | ------ | ------- |
| Sport Recife        | 4 – 0  | ABC        | 4 – 0  | 0 – 0   |
| Fluminense de Feira | 1 – 5  | Bahia      | 1 – 4  | 0 – 1   |
| Ceará               | 3 – 1  | Náutico    | 1 – 1  | 2 – 0   |
| Vitória             | 6 – 3  | Santa Cruz | 2 – 0  | 4 – 3   |

## Semifinali
| Squadra 1 | Totale      | Squadra 2    | Andata | Ritorno |
| --------- | ----------- | ------------ | ------ | ------- |
| Bahia     | 1 – 1 (gfc) | Sport Recife | 0 – 0  | 1 – 1   |
| Ceará     | 5 – 6       | Vitória      | 3 – 3  | 2 – 3   |

## Finale
| Squadra 1 | Totale | Squadra 2 | Andata | Ritorno |
| --------- | ------ | --------- | ------ | ------- |
| Bahia     | 2 – 4  | Vitória   | 0 – 3  | 2 – 1   |